# Carl Gustafs kyrka
Se även Karl Gustavs kyrka.

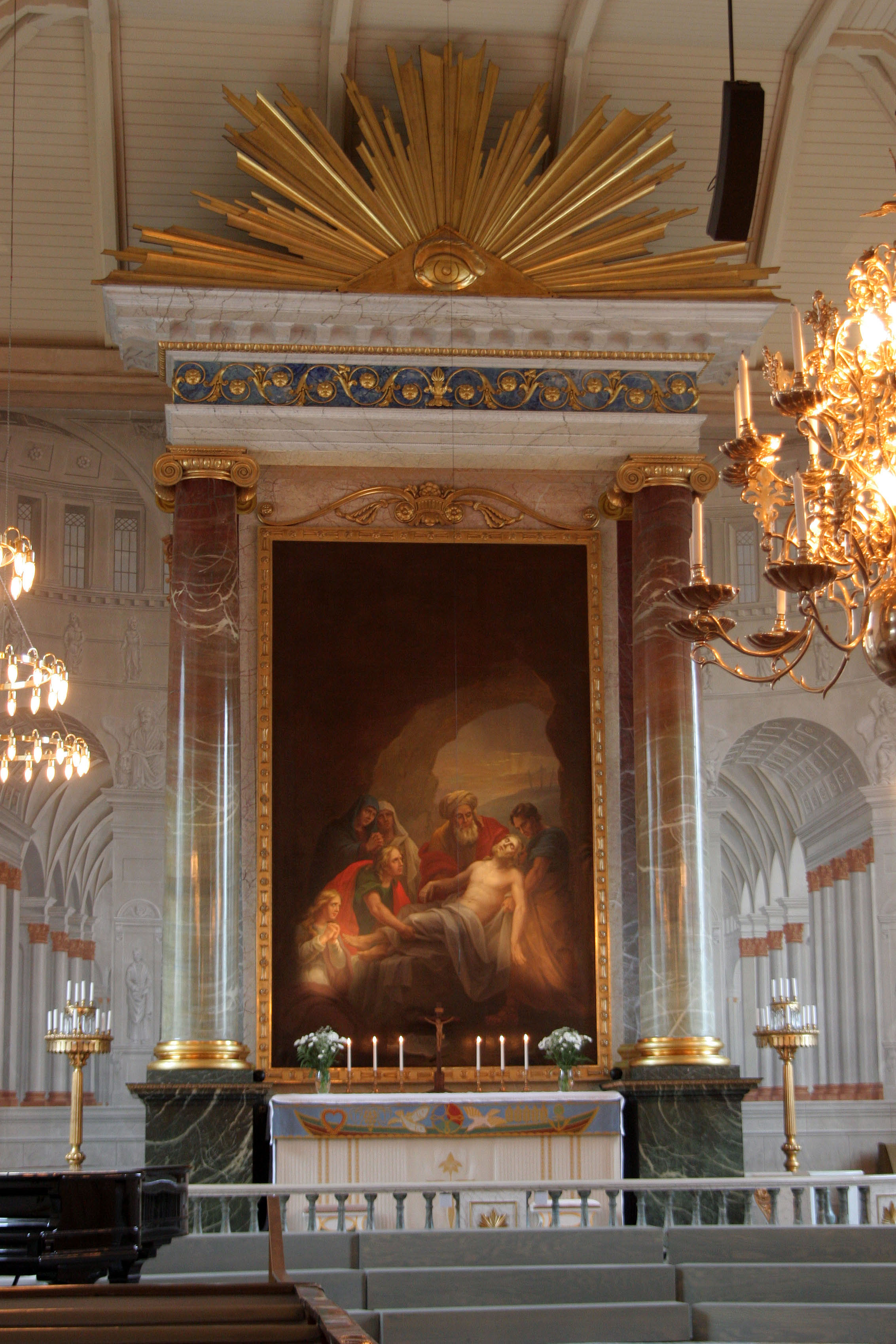
Carl Gustafs kyrka,koret. Foto: David Castor

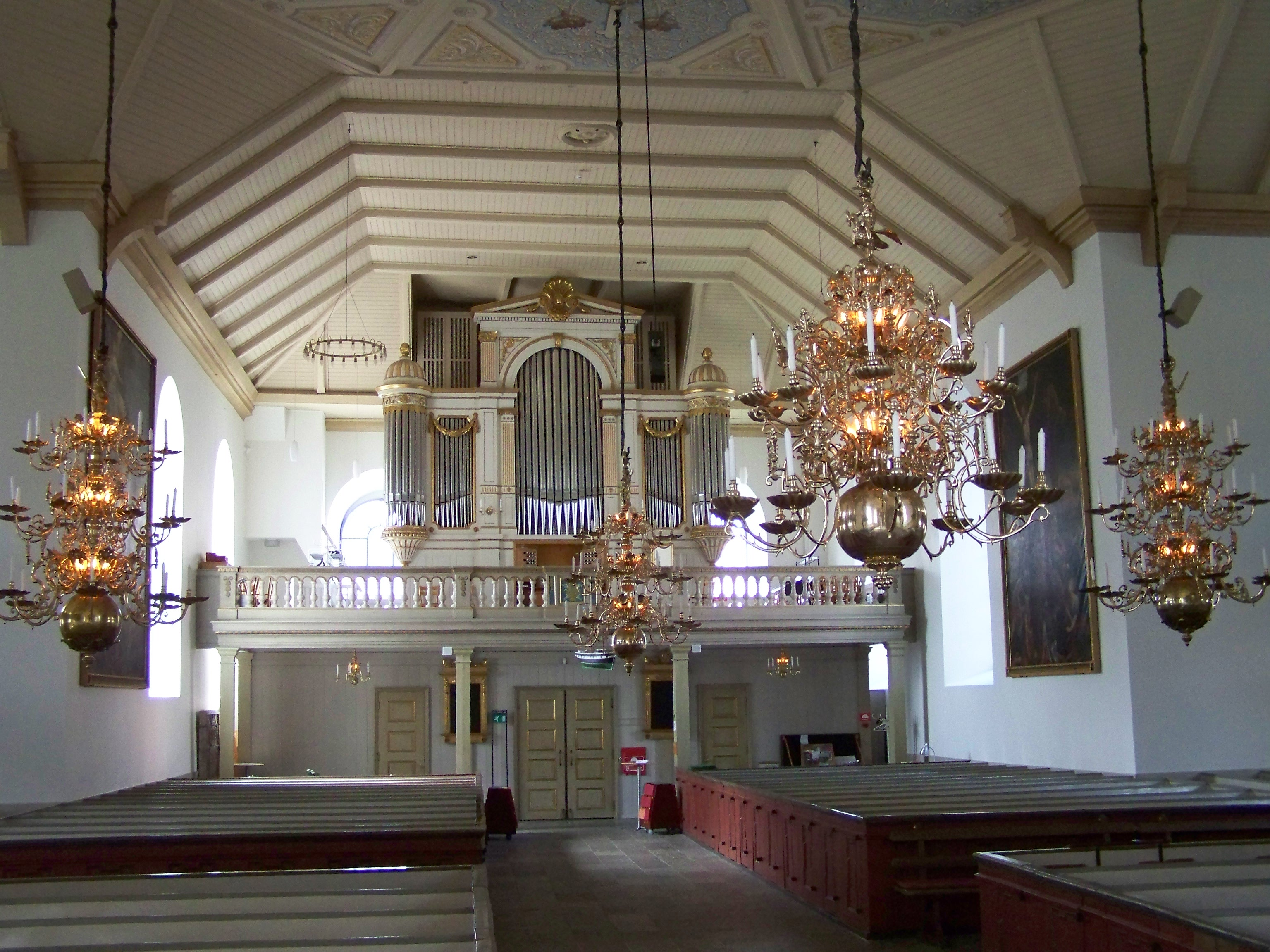
Orgeln och orgelläktaren i Carl Gustafs kyrka

Carl Gustafs kyrka i Karlshamns församling i Lunds stift är ritad av Erik Dahlbergh. Kyrkan, som ligger mitt i Karlshamn, började byggas på 1680-talet och invigdes 1702, med namn efter stadens grundare Karl X Gustav. Invigningsförrättare var biskop doktor Mattias Stenchius. En tidigare träkyrka från 1664 föregick nuvarande stenkyrka. 
Tidig historik: Donationer till kyrkan gavs följande år för: En altartavla 1674; till predikstolen 1685 och 1704; västra ljuskronan 1704; östra ljuskronan 1706; de norra och södra ljuskronorna 1719; dopfunten 1717; de två siffertavlorna åt väster 1708; samma åt öster 1720; två ljusarmar 1741; 8 lampetter i koret 1754; likvagnen 1795. 
Personliga gåvor: en kalk i 62 lod silver gavs 1690 av en L. M. D.; likadant med patenen i 15 lod silver; oblatasken i 20 lod gavs av Herman Broms; kannan på 84 lod gavs av Paul Calwagen; en sked på 6 lod av A. S. v. D. H.; två ljusstakar på 86 lod vardera samt en ljussax på 10 lod gavs 1711 av knappmakaren Schultz; dopfatet på 286 lod av handlaren Carl Lorich år 1754.
Skänker: 1718 gavs 4000 karolinermynt av bröderna Jacob och Matts Christophersson till järnportar och kyrkogårdsmurar; 1770 gavs genom  tunnbindare Sven Tybergs testamente sin gård nr. 130 till kappelansboställe som byttes mot halva nr. 16; 1803 ordnade mamsell Mätta Chatarina Nordgren 166 R:dlr 32 skill. till förgyllda ramar för tavlorna "Himmelsfärd" och "Korsfästelse" varav den senare blev skänkt 1754 av skeppsbyggmästare Peter Åhsberg.
1693 antogs kyrkobyggmästare Peter Hising för det vidare kyrkoarbetet. Tornet restes 1695. Kyrktaket blev täckt av järnplåt och tornet fick bleckpåt 1695. En ny klocka anskaffades 1706 från Stockholm. Orgelverk och läktare byggdes 1709. Ett nytt urverk sattes upp 1712 med delar av det gamla. 1738 satte skeppsbyggmästaren Erik Åhsberg upp järnklotet och kopparbanen på tornets stång, han skänkte betalningen till orgelverkets utsmyckning. 1739 gjordes en öppning i sakristierumsmuren och dubbla dörrar sattes in. Denna ingång var för prästerskapet och en inskription i sten vid ingången med latinsk vers av prostenTrägård berättar om detta. 1742 tillverkades nya kyrkportar. 1751 byggdes en läktare i norra delen för enbart kvinnor beräknat till 92 personer och den södra läktaren skulle endast användas av män. 1779 täcktes kyrktaket av koppar av kopparslagare Rydberg och tornuret fick en reparation där urtavlorna flyttades upp av urmakare Ekegren d. ä. En ny klockstapel uppfördes 1761 på tomt nr. 131 med 100 000 tegelstenar från Hunnemara, skänkta av Borgerskapet. Det var nödvändigt då kyrktornet redan 1738 visade sig vara för svagt att klara av de två klockornas ringning. När två nygjutna klockor av Elias Fries Thoresson sattes in 1765, så flyttades även en mindre Slagklocka ner från kyrktornet.
1834 tillfogades en halvrund sakristia i öster bakom koret. Samtidigt invigdes en ny altartavla, "Kristi gravläggning" målad av Fredric Westin. På 1870-talet renoverades kyrkan drastiskt av Helgo Zettervall. Orgelläktarens överdådiga dekorationer i barock revs ner, men finns delvis bevarade på Karlshamns museum. De stora mässingstakkronorna från början av 1700-talet rördes dock inte, utan hänger fortfarande i kyrkan. Den stora, rikt utsirade dopfunten av mässing är från samma tid.

## Kyrkklockor
Från början fanns två klockor som verkat hänga i separat stapel. År 1765 göts två ytterligare klockor av klockgjutaren Elias Fries Thoresson i Jönköping. Dessa insattes i ett nybyggt stentorn uppfört för ändamålet. Den stora på 10 Skeppund 11 Lispund 3½ Marks och den mindre på 5 Skeppund 17½ Lispunds vikt. Provringningen gick väl där de nya klockorna harmonierade väl med de gamla. 28 maj 1771 vid en Kungsringning, så sprack den stora klockan men omgöts av Fries.

## Orgel
- Den tidigaste orgel man känner till är från 1702 och Johan Niclas Cahman i Stockholm med 24 stämmor. Orgeln reparerades 1738 av Christian Rüdiger, Jönköping.[4]
- 1881 byggde Åkerman och Lund i Stockholm en orgel med 25 stämmor. Den vann över de anbuden som gjordes. Orgeln kostade 16 000 kr och var försedd med pneumatisk maskin.[5]
- Mårtenssons orgelfabrik byggde 1940 en orgel med 38 stämmor.
- Den nuvarande orgeln är byggd 1973 av Bruno Christensen & Sønner Orgelbyggeri och har 48 stämmor. Fasaden är från 1881 års orgel. Den har mekanisk traktur och elektrisk registratur. Orgeln har svällare för manual 1 och 3, registersvällare och fria kombinationer.

| Huvudverk (II) C-g3 | Öververk (I) C-g3  | Svällverk (III) C-g3   | Pedalverk (P)     | Koppel |
| Gedaktpommer 16’    | Rörgedakt 8’       | Borduna 16’            | Principal 16’     | I/P    |
| Principal 8’        | Quintatön 8’       | Bassethorn 8’          | Subbas 16’        | II/P   |
| Rörflöjt 8’         | Principal 4’       | Traversflöjte 8’       | Quint 10 2⁄3’     | III/P  |
| Gamba 8’            | Rörflöjt 4’        | Gedakt 8’              | Oktav 8’          | I/II   |
| Oktav 4’ *          | Gemshorn 2’        | Salicional 8’          | Gedakt 8’         | III/II |
| Hulflöjt 4’         | Nasat 1 1⁄3’       | Voce celeste 8’        | Koralbas 4’       |        |
| Quint 2 2⁄3’        | Sesquialtera 2 kor | Italiensk principal 4’ | Nachthorn 2’      |        |
| Oktav 2'            | Scharf 4-5 kor     | Flöjte oktaviant 4’    | Rauschquint 6 kor |        |
| Cornet 3 kor        | Dulcian 16'        | Nasat 2 2⁄3'           | Kontrafagot 32’   |        |
| Mixtur 5-8 kor      | Krumhorn 8'        | Oktav 2’               | Basun 16'         |        |
| Trompet 8’          |                    | Terz 1 1⁄3’            | Fagot 16          |        |
|                     |                    | Mixtur 5 kor’          | Trompet 8'        |        |
|                     |                    | Fagot 16'              | Zink 4'           |        |
|                     |                    | Trompet harmonik 8'    |                   |        |

### Kororgel
Kororgeln är byggd 1975 av Bruno Christensen och Sönner i Tinglev, Danmark och har 4 stämmor. Den är mekanisk och har följande disposition:

### Diskografi
Inspelningar av musik framförd på kyrkans orglar.
- Bach to you. 1 / Bach, Johann Sebastian, kompositör ; Forsblom, Enzio, orgel. LP. Proprius : PROP 7764. 1976.
- Bach to you. 2 / Bach, Johann Sebastian, kompositör ; Forsblom, Enzio, orgel. LP. Proprius : PROP 7765. 1976.
- Aria för orgel BWV 587 F-dur med flera / Bach, Johann Sebastian, kompositör ; Forsblom, Enzio, orgel. LP. Proprius PROP 7794. 1977.
- Bedrich Janácek spielt nordische Orgelmusik : die grosse Christensen-Orgel in Karlshamn, Schweden. LP. Motette-ursina M 1010. 1978.